# 年齢算
年齢算（ねんれいざん）とは、算数の文章題の一種で、年数とそれに応じた複数の人の年齢を、限られた条件から求める（たとえば、親の年齢が子供の年齢の2倍になるのはいつか）問題や解法のことである。算数の文章題の典型的、代名詞的な問題の一つである。

## 例題
現在、A君は10歳で、A君の母は40歳である。A君の母の年齢がA君の年齢の2倍になるのは今から何年後か。

### 解答例
```
問いより、次の関係式が成立する。
（子の年齢 ＋ 経過した年数） * 2 = 母の年齢 ＋ 経過した年数
子の年齢=10、母の年齢=40で、経過した年数をxとおくと、
（10 ＋ x） * 2 = 40 ＋ x
20 ＋ 2x = 40 ＋ x
2x = 20 ＋ x
x = 20

A.20年後

```

```
年齢差は常に30歳。2倍になる時の母の年齢をx、子の年齢をx-30とすると、x＝2(x-30)。これを解くと、x＝60。

A.20年後

```